# Copitarsia decolora
Copitarsia decolora là một loài bướm đêm trong họ Noctuidae.